# 奈加代

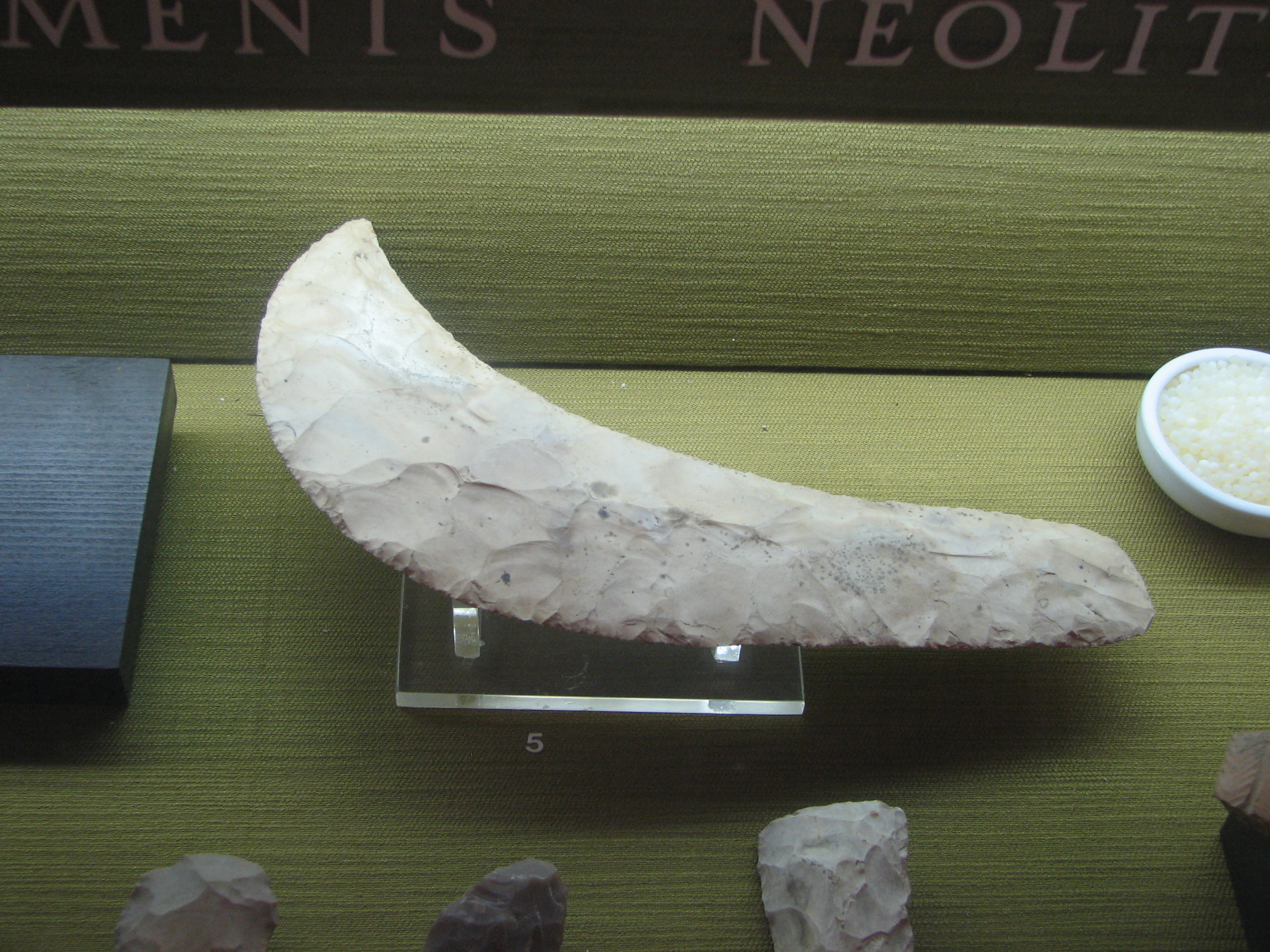
奈加代新石器时代的镰刀

奈加代（英語：Naqada），或譯涅伽达，是上埃及地名，位于尼罗河西岸，为埃及史前新石器时代重要的遗址以及前王朝时期（约公元前2925年前后）墓葬区域。
英国考古学家皮特里始对此发掘。即以该地所命名的一期阿姆拉特文化(4400–3500 BC)、二期格尔津文化(3500–3200 BC）、三期賽曼尼文化(3200–3000 BC）。该地现以哥普特式为主，以制陶以及丝绸为主要工业。此外，甘蔗与谷物加工亦于城内。